# Бруханский, Николай Павлович
Никола́й Па́влович Бруха́нский (1893, Москва — 19 декабря 1948, Киргизская зона ГУЛАГа) — русский и советский психиатр, доктор медицинских наук, профессор. Один из основателей отечественной судебной психиатрии как самостоятельной дисциплины.

## Биография
Николай Павлович Бруханский родился в 1893 году в Москве в семье известного психиатра П. П. Бруханского.
Обучался на медицинском факультете Московского императорского университета, который окончил в 1916 году. Будучи студентом старших курсов, Н. П. Бруханский работал дежурным врачом Центрального психиатрического госпиталя и нервно-психиатрической лечебницы. После окончания университета был назначен уездным врачом Михайловского уезда Рязанской губернии. После революции некоторое время возглавлял психиатрическую клинику Смоленского университета. С 1923 года работал в Институте судебной психиатрии им. В. П. Сербского.
В 1936 году, на II съезде психиатров и невропатологов, Н. П. Бруханский был подвергнут жёсткой и несправедливой критике со стороны В. П. Осипова, который раскритиковал идеи Бруханского об освобождении от уголовной ответственности психопатических личностей, а также выступил против предложенного Бруханским расширительного понимания шизофрении. В частности, В. П. Осипов заявил:

«Лучшим средством для выправления психопатических личностей является воспитательно-трудовая система, давшая уже блестящие результаты в Советском Союзе на строительстве Беломорского канала. Можно лишь пожелать с полной уверенностью в успехе применения этой системы и в других случаях нашего грандиозного строительства».

Вскоре после съезда Н. П. Бруханский был арестован. После ареста его книги были изъяты из библиотек, было запрещено даже упоминание имени их автора. Следствие затянулось и только 24 марта 1945 года Особым совещанием при НКВД СССР он был приговорён по статье 58-10 и статье 58-11 к 10 годам лагерей. 19 декабря 1948 года Николай Павлович Бруханский погиб в Киргизской зоне ГУЛАГа.
25 февраля 1956 года Верховный Суд СССР прекратил дело против Н. П. Бруханского за недоказанностью.

## Научная деятельность
Н. П. Бруханский занимался проблемами шизофрении и пограничных состояний. Ряд научных работ были посвящены социальным проблемам психиатрии .
В 1928 году Н. П. Бруханский издаёт книгу «Судебная психиатрия», которая стала первым руководством по данной дисциплине в СССР. Предисловие к данному изданию написал П. Б. Ганнушкин, который высоко оценил труд, отмечая, в частности, что в данном пособии «...нашли воплощение новые веяния и теоретические положения психиатрии». В данной работе Н. П. Бруханский впервые много внимания уделил психическим расстройствам, а также состояниям и реакциям периода инволюции и инфекционным психозам и их судебно-психиатрической оценке. Был разработан новый подход к критериям невменяемости при реактивных психозах и психопатиях. Н. П. Бруханский отмечал, что выраженность личностных особенностей при психопатии может быть настолько высока, что лица с подобной патологией должны признаваться невменяемыми.
В 1935 году вышел сборник «Проблемы психиатрии и психопатологии», посвящённый 20-летней научной деятельности Н. П. Бруханского. В предисловии к сборнику, написанному С. Н. Давиденковым, отмечалось о важной роли Бруханского в отечественной психиатрии, было указано, что участие в сборнике западноевпропейских психиатров подчёркивает тот интерес, который вызывают исследования Н. П. Бруханского за пределами СССР.

## Основные труды
- Бруханский Н. П. Материалы по сексуальной психопатологии: психиатрические экспертизы. — М.: «Издание М. и С. Сабашниковых», 1927.
- Бруханский Н. П. Самоубийцы. — Л.: «Прибой», 1927.
- Бруханский Н. П. Судебная психиатрия. — М.: «Издание М. и С. Сабашниковых», 1928.
- Бруханский Н. П. Очерки по социальной психопатологии. — М.: «Издание М. и С. Сабашниковых», 1928.
- Бруханский Н. П., Жуков В. П. Реактивные психозы в условиях классовой борьбы // «Труды психиатрической клиники (Гедеоновка)». — Смоленск, 1930,  № 1, с. 58–73.
- Бруханский Н. П. Самоубийства в СССР 1922-1925 гг. - М. Издание Ц.С.У. - СССР, 1927. - 77 с.